# Pyramus de Candolle
Pyramus de Candolle, noto anche con lo pseudonimo di Jean Doreau (Fréjus, 1566 – Versoix, 17 settembre 1626), è stato un nobile, condottiero, colonnello, calvinista e tipografo francese, signore di Roquefort-la-Bédoule.

## Biografia

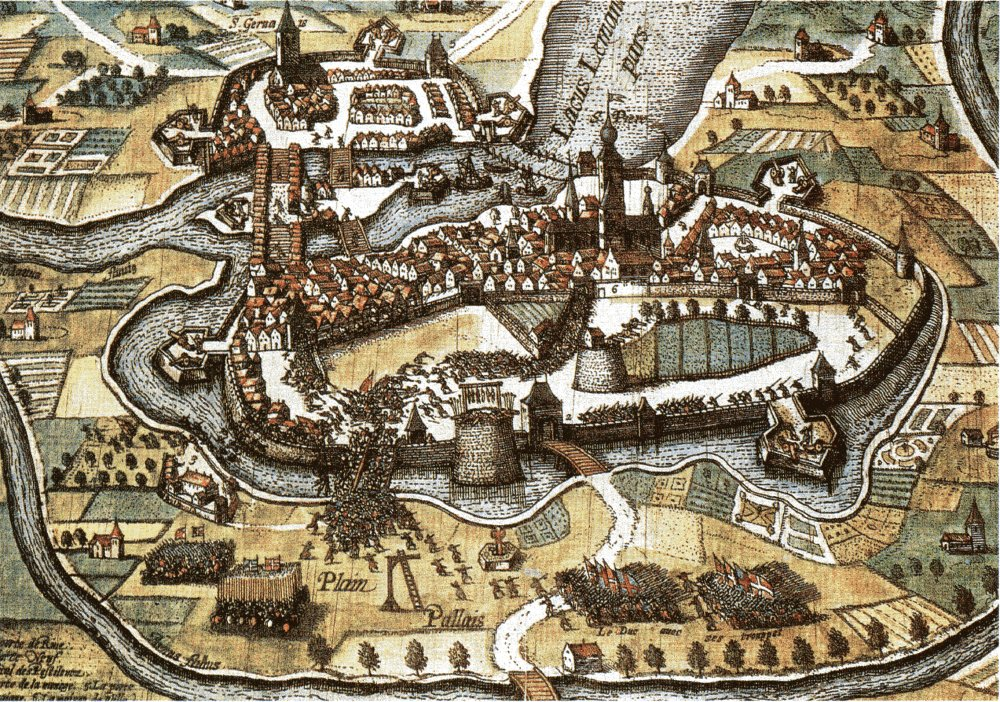
La battaglia dell'Escalade del 1602

Pyramus de Candolle nacque a Fréjus nel 1566 da Cosme de Candolle, membro del ramo collaterale svizzero della famiglia Caldora, ed Anne Barbossy. Seguace del calvinismo, nel 1583 fu costretto a trapiantarsi a Ginevra per sfuggire alla persecuzione attuata dal re di Francia, seguendo lo zio Bernardin de Candolle. Vi fece successivamente ritorno e rivestì la carica di colonnello della cavalleria; fu costretto nuovamente alla fuga quando subì un attacco da parte del duca Carlo Emanuele I di Savoia, facendo ritorno a Ginevra e costituendo qui una propria compagnia di ventura. Divenne anche tipografo dopo essersi sposato il 15 novembre 1591 con Anne Vignon, figlia dello stampatore svizzero Eustace Vignon e di Anne de Bary, fondando la società tipografica "Caldoriene" (o "Caldorienne"), che pubblicò numerosi libri a Cologny, Ginevra, Lione ed Yverdon-les-Bains. Il 18 novembre 1594 entrò a far parte della borghesia ginevrina per essersi distinto nella guerra d'Italia del 1551-1559. Si distinse infine nella battaglia dell'Escalade del 1602, ricordata ogni anno dalla popolazione ginevrina con la celebre manifestazione. Pyramus de Candolle morì a Versoix il 17 settembre 1626.

## Ascendenza
|                     |   |                    | Genitori             |  |  | Nonni |  |  | Bisnonni        |  |  | Trisnonni        |  |
|                     |   |                    |                      |  |  |       |  |  | Etienne Candole |  |  | Bertrand Candole |  |
|                     |   |                    |                      |  |  |       |  |  | Etienne Candole |  |  | Bertrand Candole |  |
|                     |   | Brigite de Remezan |                      |  |  |       |  |  | Etienne Candole |  |  |                  |  |
| Jean Candole        |   |                    |                      |  |  |       |  |  | Etienne Candole |  |  |                  |  |
|                     |   | Renée de la Forest | Jean de la Forest    |  |  |       |  |  |                 |  |  |                  |  |
|                     |   | Renée de la Forest | Jean de la Forest    |  |  |       |  |  |                 |  |  |                  |  |
|                     |   | Renée de la Forest | Barthelemée de Vento |  |  |       |  |  |                 |  |  |                  |  |
| Cosme de Candolle   |   | Renée de la Forest |                      |  |  |       |  |  |                 |  |  |                  |  |
|                     |   | ?                  | ?                    |  |  |       |  |  |                 |  |  |                  |  |
|                     |   | ?                  | ?                    |  |  |       |  |  |                 |  |  |                  |  |
|                     |   | ?                  | ?                    |  |  |       |  |  |                 |  |  |                  |  |
| Philippa d'Aygoux   |   | ?                  |                      |  |  |       |  |  |                 |  |  |                  |  |
|                     |   | ?                  | ?                    |  |  |       |  |  |                 |  |  |                  |  |
|                     |   | ?                  | ?                    |  |  |       |  |  |                 |  |  |                  |  |
|                     |   | ?                  | ?                    |  |  |       |  |  |                 |  |  |                  |  |
| Pyramus de Candolle |   | ?                  |                      |  |  |       |  |  |                 |  |  |                  |  |
|                     | ? | ?                  |                      |  |  |       |  |  |                 |  |  |                  |  |
|                     | ? | ?                  |                      |  |  |       |  |  |                 |  |  |                  |  |
|                     | ? | ?                  |                      |  |  |       |  |  |                 |  |  |                  |  |
| Bertrand Barbossy   | ? |                    |                      |  |  |       |  |  |                 |  |  |                  |  |
|                     |   | ?                  | ?                    |  |  |       |  |  |                 |  |  |                  |  |
|                     |   | ?                  | ?                    |  |  |       |  |  |                 |  |  |                  |  |
|                     |   | ?                  | ?                    |  |  |       |  |  |                 |  |  |                  |  |
| Anne Barbossy       |   | ?                  |                      |  |  |       |  |  |                 |  |  |                  |  |
|                     |   | ?                  | ?                    |  |  |       |  |  |                 |  |  |                  |  |
|                     |   | ?                  | ?                    |  |  |       |  |  |                 |  |  |                  |  |
|                     |   | ?                  | ?                    |  |  |       |  |  |                 |  |  |                  |  |
| Honorade Bonnaud    |   | ?                  |                      |  |  |       |  |  |                 |  |  |                  |  |
|                     |   | ?                  | ?                    |  |  |       |  |  |                 |  |  |                  |  |
|                     |   | ?                  | ?                    |  |  |       |  |  |                 |  |  |                  |  |
|                     |   | ?                  | ?                    |  |  |       |  |  |                 |  |  |                  |  |
|                     |   | ?                  |                      |  |  |       |  |  |                 |  |  |                  |  |

## Discendenza
Pyramus de Candolle ed Anne Vignon ebbero tre figli e sei figlie, così in ordine di nascita:
- Clermonde (* e † 1592), morta in fasce[3];
- Sara (1593-?)[3];
- Jean (1596-?)[3];
- Madeleine (1601-?)[3];
- Françoise (1604-?)[3];
- Abraham (1606-?), da cui discende dopo cinque generazioni il botanico e micologo Augustin Pyrame de Candolle[3];
- François (1608-?)[3];
- Anne (1609-?), andata in sposa il 18 dicembre 1640 a Jacob Muret, ministro di Etoy[3];
- Marie[3].

## Opere
Pyramus de Candolle pubblicò diversi trattati militari e politici. Per evitare il sequestro dei libri in Francia, sotto lo pseudonimo di "Jean Doreau", pubblicò nel 1609 la prima edizione della Essais di Michel de Montaigne e l'opera intitolata Le tableau des differens de la religione.